# Ben Saunders
Benjamin Saunders, född 13 april 1983 i Fort Lauderdale, är en amerikansk MMA-utövare som 2007–2010 och 2014-2020 tävlade i organisationen Ultimate Fighting Championship.